# Камерун на Олімпійських іграх
Камерун дебютував на Олімпійських іграх 1964 року у Токіо і відтоді не пропускав жодної літньої Олімпіади. 1976 року камерунське представництво покинуло Ігри у підтримку інших африканських країн, які їх бойкотували. За весь час спортсмени Камеруну завоювали п'ять олімпійських медалей — три золоті, одну бронзову та одну срібну.
Камерун лише один раз брав участь у зимових Олімпійських іграх — 2002 року, де країну представляв лише один спортсмен.
Національний олімпійський комітет Камеруну було створено у 1963 році.

## Медалісти
| Медаль | Спортсмен                 | Ігри              | Вид спорту                        | Дисципліна               |
| ------ | ------------------------- | ----------------- | --------------------------------- | ------------------------ |
| Срібло | Жозеф Бессала             | 1968 Мехіко       | Бокс на літніх Олімпійських іграх | до 69 кг                 |
| Бронза | Мартін Ндонґо-Ебанґа      | 1984 Лос-Анджелес | Бокс                              | до 60 кг                 |
| Золото | Збірна Камеруну з футболу | 2000 Сідней       | Футбол                            | Чоловіки                 |
| Золото | Франсуаз Мбанґо           | 2004 Афіни        | Легка атлетика                    | Потрійний стрибок, жінки |
| Золото | Франсуаз Мбанґо           | 2008 Пекін        | Легка атлетика                    | Потрійний стрибок, жінки |

## Медальний залік

### Медалі за Іграми
| Ігри              | Золото | Срібло | Бронза | Загалом |
| 1964 Токіо        | 0      | 0      | 0      | 0       |
| 1968 Мехіко       | 0      | 1      | 0      | 1       |
| 1972 Мюнхен       | 0      | 0      | 0      | 0       |
| 1976 Монреаль     | 0      | 0      | 0      | 0       |
| 1980 Москва       | 0      | 0      | 0      | 0       |
| 1984 Лос-Анджелес | 0      | 0      | 1      | 1       |
| 1988 Сеул         | 0      | 0      | 0      | 0       |
| 1992 Варселона    | 0      | 0      | 0      | 0       |
| 1996 Атланта      | 0      | 0      | 0      | 0       |
| 2000 Сідней       | 1      | 0      | 0      | 1       |
| 2004 Афіни        | 1      | 0      | 0      | 1       |
| 2008 Пекін        | 1      | 0      | 0      | 1       |
| 2012 Лондон       | 0      | 0      | 0      | 0       |
| Всього            | 3      | 1      | 1      | 5       |

### Медалі за видами спорту
| Вид спорту     | Золото | Срібло | Бронза | Загалом |
| Футбол         | 1      | 0      | 0      | 1       |
| Легка атлетика | 2      | 0      | 0      | 2       |
| Бокс           | 0      | 1      | 1      | 2       |
| Всього         | 3      | 1      | 1      | 5       |